# حيلة مثيرة: فتاة تلتقي بفتى
حيلة مثيرة: فتاة تلتقي بفتى (باليابانية: ホットギミック ガールミーツボーイ) هو فيلم بلوغ رومانسي ياباني، من إخراج و‌سيناريو يوكي ياماتو و بطولة ميزوكي إيتاجاكي و‌ميونا هوري و‌هيرويا شيميزو في الأدوار الرئيسية. 
الفيلم مبنى على مانغا الشوجو «حيلة مثيرة»، صدر الفيلم في 28 يونيو 2019 وتلقى مراجعات سلبية من النقاد. وبث عبر نتفليكس في 28 ديسمبر 2019.

## القصة
يتعكّر صفو الحياة الهادئة لمراهقة حين تضطر إلى أن تكون جارية تحت سيطرة جارها المتغطرس، فهو يحبها، ولكن لا يزال عليهما تعلّم الكثير عن الثقة.

## الممثلون
- ميونا هوري في دور هاتسومي ناريتا
- شوتارو ماميا في دور شينوغو ناريتا
- هيوري ساكورادا في دور أكاني ناريتا
- هيرويا شيميزو في دور ريوكي تاتشيبانا
- ميزوكي إيتاجاكي في دور أزوسا أوداجيري
- ريهو يوشيوكا في دور رينا كاتسوراغي
- كايسي كاميمورا في دور سوبارو ياغي

## روابط خارجية
- حيلة مثيرة: فتاة تلتقي بفتى على موقع IMDb (الإنجليزية)
- حيلة مثيرة: فتاة تلتقي بفتى على موقع روتن توميتوز (الإنجليزية)
- حيلة مثيرة: فتاة تلتقي بفتى على موقع نتفليكس (الإنجليزية)
- حيلة مثيرة: فتاة تلتقي بفتى على موقع فيلمافينيتي (الإسبانية)
- حيلة مثيرة: فتاة تلتقي بفتى على موقع قاعدة بيانات الفيلم (الإنجليزية)
- حيلة مثيرة: فتاة تلتقي بفتى على موقع ليتربوكسد (الإنجليزية)
- حيلة مثيرة: فتاة تلتقي بفتى على موقع كينوبويسك (الروسية)